# Jancsik Mihály
Jancsik Mihály (Somlójenő, 1925. október 3. – Szigetszentmiklós, 2005. szeptember 27.) labdarúgó, hátvéd.

## Pályafutása
1955-ben a Szolnoki Légierő játékosaként mutatkozott be az élvonalban. 1956–1962 között a Salgótarján csapatában szerepelt. Tagja volt az 1958-as magyar kupadöntős csapatnak. Összesen 174 élvonalbeli mérkőzésen lépett a pályára.
1964-től a Bp. Honvéd úttörő korosztályát edzette.
Mérkőzései a magyar B válogatottban
- 1957. június 16., Budapest, Magyarország B – Svédország B 2–2
- 1957. június 23., Várna, Bulgária B – Magyarország B 2–2
- 1957. július 28., Leningrád, Magyarország B – Finnország 4–0
- 1957. július 31., Voronyezs, Magyarország B – Libanon 15–0
- 1957. augusztus 5., Moszkva, Magyarország B – Szudán 2–1
- 1957. augusztus 7., Moszkva, Magyarország B – NDK B 2–0
- 1957. augusztus 10.. Moszkva Szovjetunió – Magyarország B 5–1

## Sikerei, díjai
- Magyar kupa (MNK)
  - döntős: 1958
- Az 1960–1961-es szezon legjobb játékosa a Labdarúgás szaklap értékelése alapján.[4]